# トロトラスト
トロトラスト（英: thorotrast）は、二酸化トリウムを主成分とするエックス線診断用血管造影剤の一種。X線撮影で血管や臓器の造影力をよくするため診断精度を高めるとされ、注射された。急性の副作用も少なかったことから、細網内皮系機能検査等の動物実験ばかりか人体にも用いられた。しかし、体内に注入されたほとんどが細網内皮系に沈着してアルファ線を放射し続けるトロトラスト沈着症が問題となり、1950年代半ばに使用されなくなった。二酸化トリウムの半減期は140億年であった。

## 歴史
二酸化トリウムは1915年にドイツで初めて涙管造影に使用されたが実験的なものでごく限定的なものだった。1928年には二酸化トリウムゾルが製造され、気管支造影剤として使用され、ウンブラトール（Umbrathor）の製品名で広く利用されるようになった。
しかし、1929年、腎盂造影にウンブラトールを使用したところ尿管閉塞を招来した例が報告された。さらに1930年にはウンブラトールは酸性尿と反応すると雲絮状の沈殿が生じるため尿路撮影に不適当であり、血清や体液等と反応しても雲絮状の沈殿が生じることがあり特に小血管では塞栓を引き起こすおそれがあると報告された。
この欠点を解消するものとして、1930年にドイツのHeyden社から安定剤としてデキストリン等を添加した製品名「トロトラスト」が開発された。後にトロトラストはドイツのHeyden社のほかアメリカのFellow Testager社でも製造された。
トロトラストは造影効果が強力でありながら副作用をほとんど伴わないとして、ドイツ、日本、スイス、スウェーデン、ポルトガル、フランス、アメリカなど世界各国で使用された。
トロトラストについては開発当初から晩発性の放射線障害（悪性腫瘍や白血病など）が問題になっていたが、解像力が良いため1930年代から1940年代を中心に、1953年頃までドイツ、アメリカ、フランス、イギリス、ポルトガルなどで使用された。

### 日本での使用例
日本では主に1943年頃まで使用され、1954年頃まで散発的に使用例の報告がある。
放射線の強度は薬剤により様々であったらしく、直後から体調が悪くなる者や、やがて注射された箇所がへこみ出す者もいた。第5福竜丸等の被曝が1956年に起こり放射線被曝への不安が高まる頃、とき恰もトロトラストによる発ガンの報告が相次ぐこととなった。これにより使用されなくなったと見られるが、使用された者への追跡調査は行われなかった。主に1930年代初頭から終戦近くまで戦地で負傷した軍人推定3万人に使用されたとみられる。1960年代頃から使用された軍人のガン発症が相継ぎ出す。特徴として発症から死亡までの期間が短く、月数では1か月以内で亡くなる者が最も多く、大部分が8か月以内で亡くなった。長崎大学に保存された資料によれば、進行の早い血管肉腫が多く、多発ガンも多かったことが要因とみられる。
実際には多くの民間人にもガンや肋膜炎、黄疸、婦人科系病気等の診断のため幅広く使われていて、長崎大学の資料では病理解剖データのあるものの内、軍人61%、民間人31%、不明8%であった。体への影響を見んが為に説明もなく民間の患者に人体実験として打った例、さらには乳児や十代の未成年者に実験として打った例もあった。ある被害者の死後に、遺族が医学の発展のためとして解剖を求められ応じたが、それは実際には、医療目的とは関係なく、文部省支援によるトリウム核燃料開発研究の一環として、原子炉事故の際の放射線の人体影響の評価研究のためであった。
1970年代の原爆被災者が補償を求める運動をする時代に、トロトラスト被害者軍人らも1976年に一斉検診や医療費負担を国に求める。しかし、本人にガン告知をすべきか意見が分かれていた当時、田中正巳厚相は考究したいと逃げ腰であった。マスコミが騒ぎ、厚生省は、元軍人だけを対象に検診を始める。当時は、民間被害者の存在は一般にはほとんど知られていなかった。国はトロトラスト沈着が認められれば補償対象としたが、実際にはガン等を発症しない限り医療費が補償されないとの声が相次いだ。医療費補償を受けたのは元軍人のみで、それも軍人3万人の内122人（約0.4%）に過ぎない。現在、厚生省は公式には民間人調査をしなかった理由については不明としている。
厚生省は他の被曝者援護やスモン補償の問題への波及を怖れ、当事者の死亡による問題の自然消滅を待ったという匿名の元厚生省官僚からの説明もある。一時は1200人いた患者と家族の会は次々となくなり、2025年現在、消滅したとみられる。検診対象とならなかった民間人は症状が悪化してから病院に来るため、来たときには手遅れという例が多く、死亡年齢は平均56.5歳と元軍人より10歳短かった。民間人被害の全貌調査については、2025年、福岡厚相は、カルテ等の滅失により全体像確認は困難との認識を示した上で、現在進められている民間調査の進捗を注視するとした。2020年には被投与後にガンになった者（87歳）が新たに発見されている。

## トロトラスト沈着症
トロトラストは放射能をもつ重金属顆粒であり体内に注入されると、体外にはほとんど排出されず90%以上が細網内皮系に沈着して半永久的にアルファ線を放射し続ける。その結果、肝臓を中心とする悪性腫瘍や細網内皮系の機能低下を同時多発的に引き起こすことが知られるようになった。
開発当初からトロトラストに対し一部の人々は安全性に疑問を抱いていた。1932年にはアメリカ医師会薬学化学審議会は放射線の長期影響を懸念しトロトラストを認可しないとの報告書を出した。すでにこの当時アメリカではラジウム・ガールズと呼ばれたラジウムを扱って作業していた女性らの放射線障害が起きていた。日本でも複数の学者が警告していた。1933年には発がん性がラットの動物実験で確認された。1940年、日本放射線医学会では使用禁止の警告も出ていたが、当時のある医学書では「利害得失の差引勘定を行えば」（ここで何ら具体的理由も挙げずに一気に）「勿論、断行するの他はない」と結論づけている。アメリカも含め、世界各国で数十万人に使われたとされる。

## 関連文献
- 石田秀明, 井上修一, 小松真史, 向島偕, 粟津隆一, 芦田雅彦, 藤田謦士, 滝田杏児, 林雅人「トロトラスト沈着症の映像診断」『肝臓』第23巻第3号、日本肝臓学会、1982年、297-306頁、doi:10.2957/kanzo.23.297。